# Rafle de Clermont-Ferrand (25 novembre 1943)

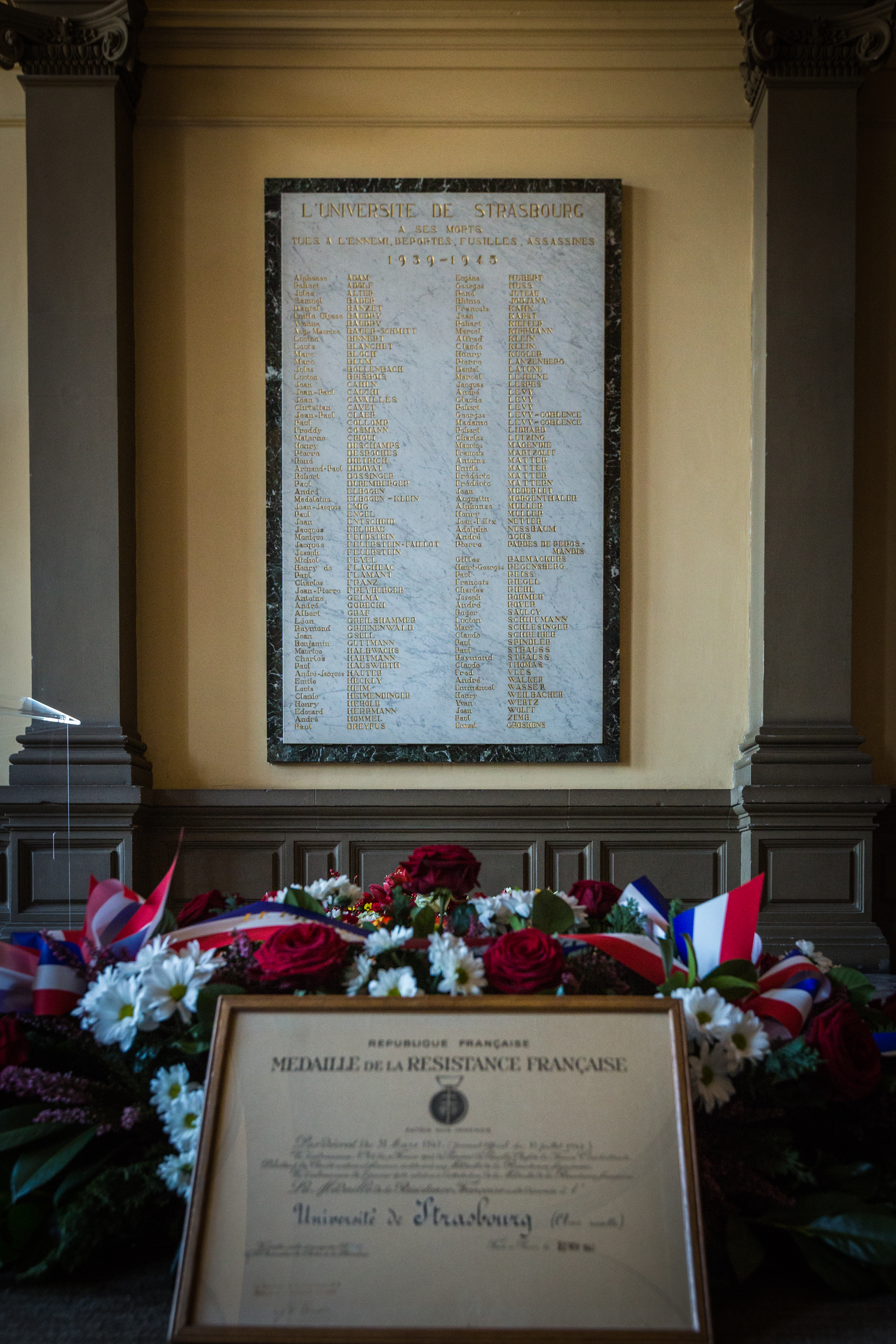
La plaque à la mémoire des morts, tués par l'ennemi, déportés, fusillés, assassinés de l'université, durant la Seconde Guerre mondiale, apposée à l'entrée du Palais Universitaire et le diplôme de la Médaille de la Résistance obtenu en 1947.

La rafle du 25 novembre 1943 est une opération menée pendant la Seconde Guerre mondiale par la Gestapo assistée de l'armée allemande dans les locaux que l'Université de Strasbourg occupait 34 avenue Carnot à Clermont-Ferrand, où, le 3 septembre 1939, celle ci s'était repliée. La rafle a mené à l'arrestation et à la déportation d'une centaine d'étudiants catégorisés juifs ou étrangers et de résistants.

## Circonstances de l'opération
À la suite de la déclaration de guerre de 1939, Strasbourg est déclarée zone militaire par l'État-major français. Une grande partie de la population doit alors évacuer la ville. L'administration de l'Université de Strasbourg est déplacée à Clermont-Ferrand, où s'installent également étudiants et professeurs. Après l'armistice du 22 juin 1940, les Allemands créent la Reichsuniversität Straßburg et l'hébergement de l'Université de Strasbourg à Clermont-Ferrand n'a en principe plus lieu d'être, mais de nombreux professeurs et étudiants ne souhaitent pas rejoindre l'université allemande. 
En 1941 naissent au sein de l'université les premiers mouvements de Résistance, mêlant étudiants et professeurs venant de Strasbourg et de Clermont-Ferrand. En particulier, Jean-Paul Cauchi, un étudiant en histoire venu de Strasbourg, fonde le groupe Combat Étudiant, lié au réseau Combat. Ces mouvements s'unissent au sein des Mouvements unis de la Résistance en 1942, à la suite de l'occupation militaire de la zone sud par les Allemands.
Plusieurs opérations sont lancées contre l'université de Strasbourg repliée à Clermont-Ferrand, dans le but de contrer les activités anti-nazies, mais également de fermer l'université et de faire rapatrier à Strasbourg quelque 500 Alsaciens considérés comme « Allemands de souche ». Plusieurs rafles sont ainsi menées au cours de l'année 1943, à Clermont-Ferrand comme à Strasbourg. Dans la nuit du 24 au 25 juin 1943, Jakob Ottmann fait ainsi arrêter 37 étudiants dans le foyer universitaire Gallia replié à Clermont-Ferrand, à la suite de trois attentats contre les Allemands, dont l'exécution le 24 juin de deux membres de la Gestapo dans la maison d'un résistant, le professeur Jean-Michel Flandin.  Les juifs seront déportés à Auschwitz, les autres à Buchenwald. Sur les 37 déportés, 7 réussirent à s'échapper en route mais 12 vont trouver la mort en Allemagne.
Le 23 octobre 1943, l'un des adjoints de Jean-Paul Cauchi, Georges Mathieu, est arrêté. Collaborant dès lors avec la Gestapo, il participera activement à la rafle du 25 novembre 1943, un mois plus tard.

## Déroulement
Le 25 novembre 1943, entre 10 h et 10 h 30, l'occupant nazi encercle les bâtiments de l'université, avenue Carnot. Participent à l'opération 200 hommes de la Luftwaffe, commandés par le colonel Eltsatz, ainsi que tous les effectifs disponibles du SD de Clermont-Ferrand. Des groupes sont également chargés de la bibliothèque universitaire (au 1, boulevard Lafayette), où sont arrêtées des collaboratrices de la Bnu telles que Marie Kuhlmann et Thérèse Kiener, des bâtiments avenue Vercingétorix et de la faculté de droit, ainsi que dans une moindre mesure (pas de membre de la Gestapo) du foyer universitaire Gallia à Strasbourg. Selon les déclarations ultérieures de Georges Mathieu, le but initial de l'opération, organisée par le chef de la sécurité nazie, Paul Blumenkamp, est d'arrêter dix-sept professeurs et étudiants identifiés comme résistants, mais également tous les étudiants étrangers et tous les étudiants Juifs, tous les Alsaciens-Lorrains âgés de dix-huit à trente ans et susceptibles d'entrer dans la Résistance, ainsi que les doyens des facultés.
À la fin des cours, à 11 h, les soldats réunissent manu militari par centaines étudiants et professeurs dans la cour intérieure de la faculté des lettres, au 34 avenue Carnot. Des soldats allemands se postent aux fenêtres de la faculté, côté hall, et braquent leurs armes sur la cour. Vers 12 h, les enseignants sont conduits vers le hall d'entrée, où les attendent des agents du Sipo-SD, accompagnés de Georges Mathieu, qui leur intime l'ordre de se séparer en deux groupes suivant qu'ils viennent de Strasbourg ou de Clermont-Ferrand. 1 200 personnes sont ainsi regroupées. À 13 h, la plupart des Clermontois sont libérés ; restent 400 à 500 personnes.
À 15 h, tout le monde est conduit vers un grand réfectoire. Les soldats font sortir les femmes pour qu'elles puissent uriner, puis une heure et quart plus tard c'est le tour des hommes, par groupes de cinq. Les membres du Sipo-SD partis, les soldats allemands se relâchent et certains font savoir qu'ils désapprouvent l'opération. Un café est servi.
Vers 21 h, les membres du Sipo-SD  reviennent. À partir de 22 h, les hommes sont emmenés par groupes de dix devant Georges Mathieu et Ursula Brandt, accompagnés de policiers français. Les policiers relèvent les identités, et Georges Mathieu trie les personnes interrogées en deux groupes. Les prisonniers sont emmenés au 92e régiment d'infanterie de Clermont-Ferrand, qui sert de prison au Sipo-SD.
À 4 h du matin, l'un des deux groupes est libéré. Le groupe restant est formé de 130 personnes. 
Pendant l'opération, des enseignants sont également arrêtés à leur domicile.

## Conséquences
L'opération fait plusieurs morts :

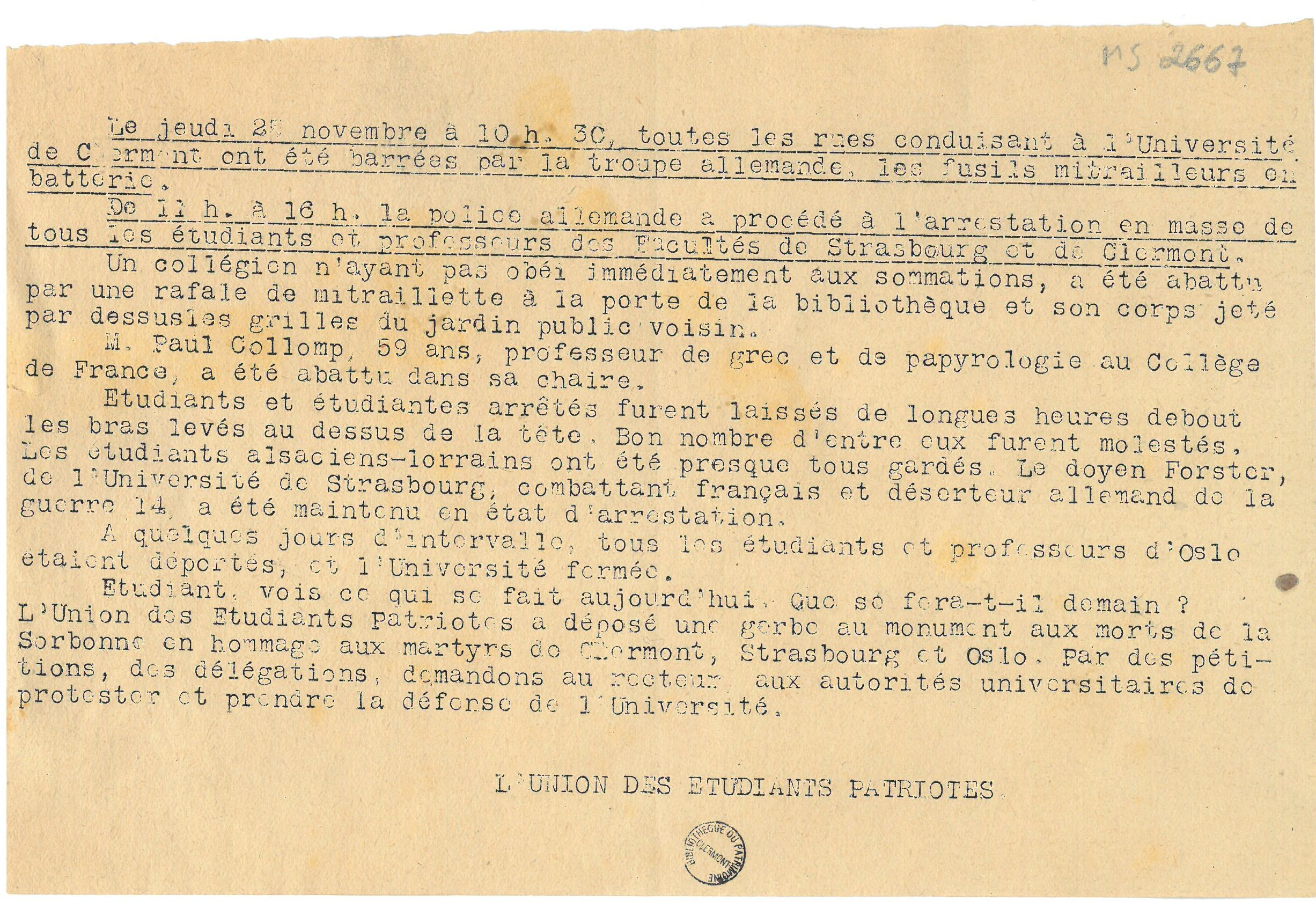
Tract de l'Union des Étudiants Patriotes

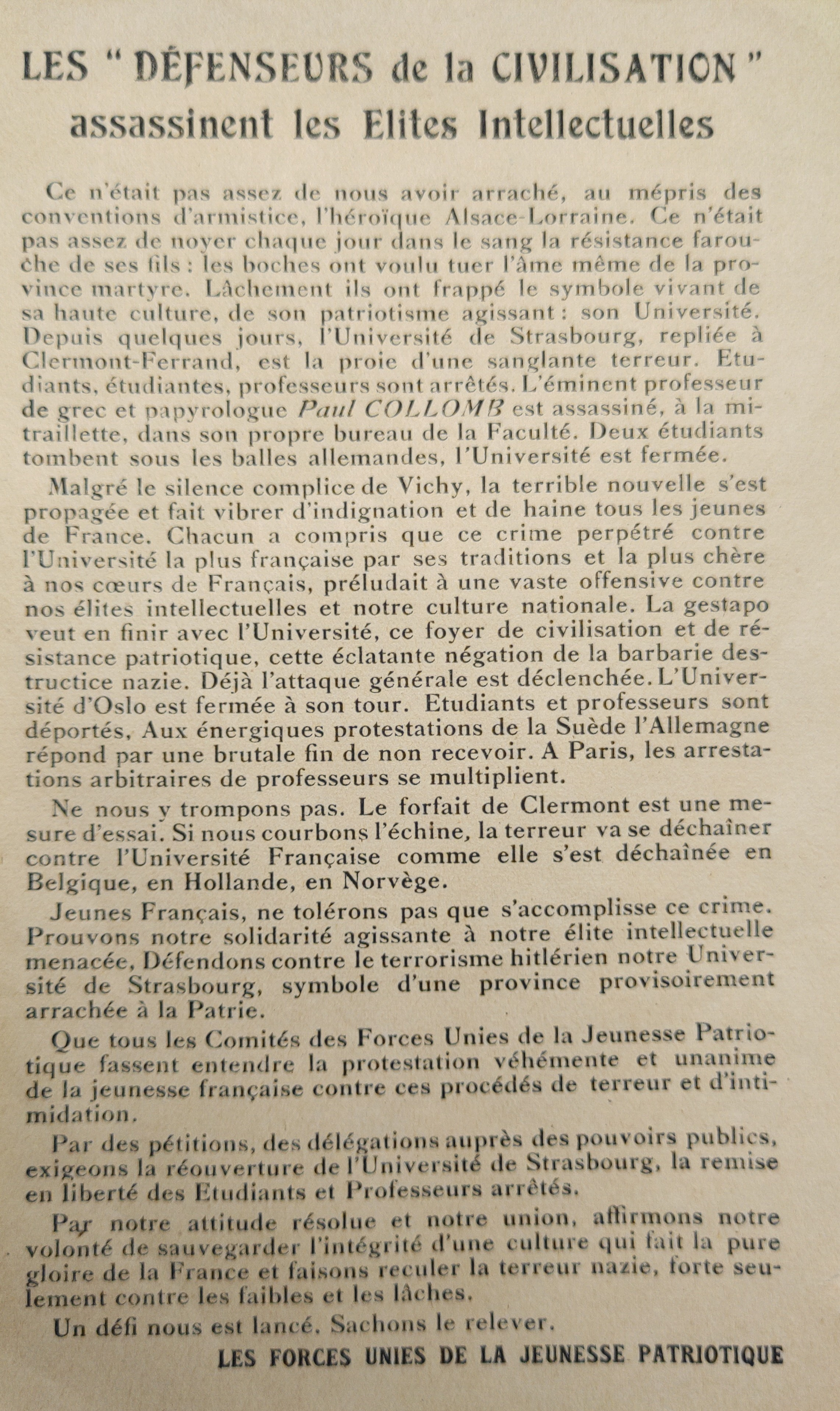
Tract de résistance distribué à Clermont-Ferrand par des étudiants après la rafle du 25 novembre 1943

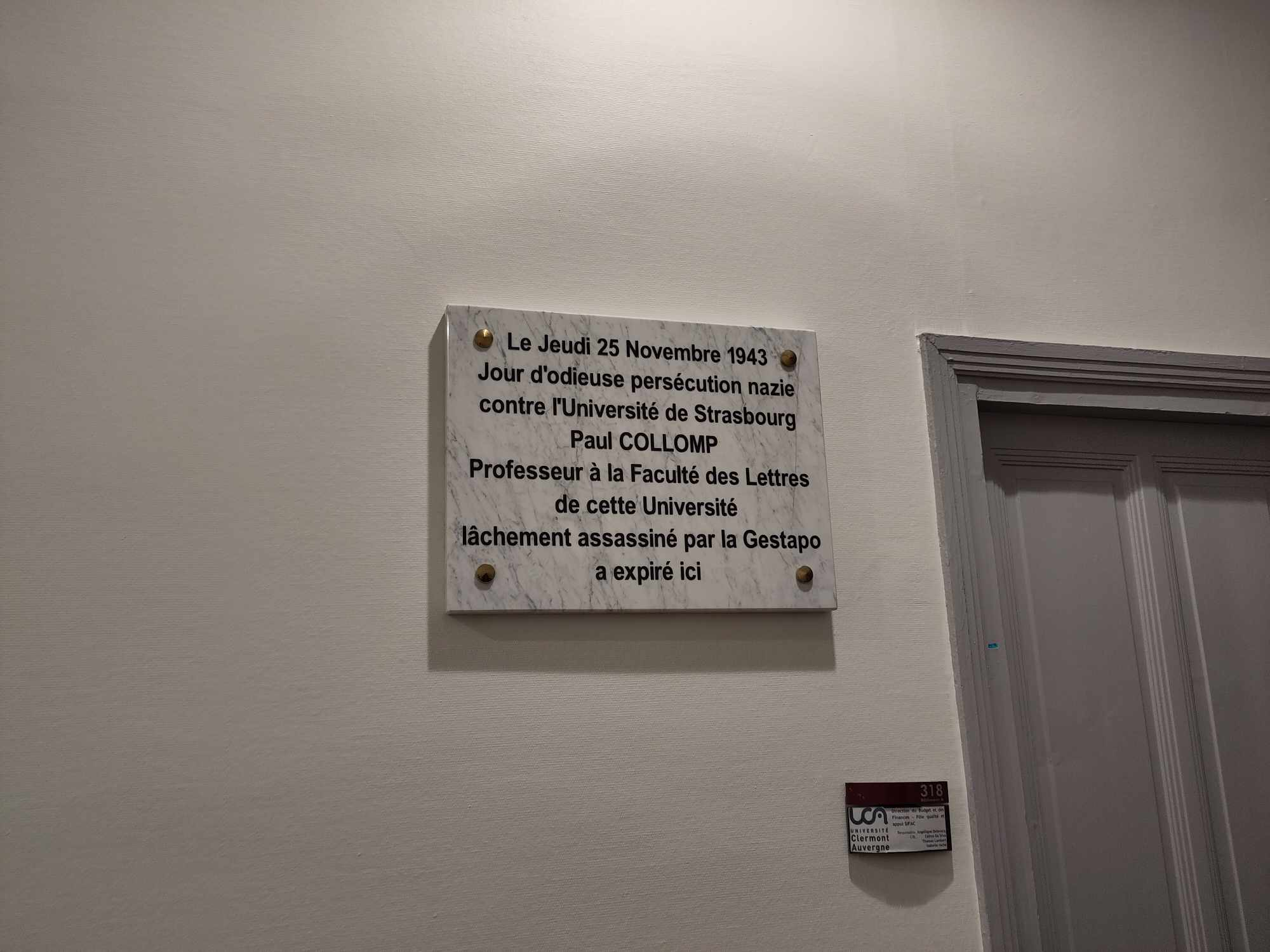
Plaque en mémoire de Paul Collomp

- le professeur Paul Collomp, papyrologue tué par un membre de la Gestapo, Kaltseiss, pour n'avoir pas levé les mains assez vite à l'injonction de ce dernier, alors que Georges Mathieu et Kaltseiss allaient récupérer les adresses des enseignants ;
- un jeune homme blessé par balle puis achevé, sur un banc près de la faculté de droit ;
- Louis Blanchet (manifestement Henri, Gabriel Blanchet à l'état civil[5]), âgé de 15 ans, abattu[6] de six balles de mitraillette pour avoir paru se moquer d'un soldat qui lui ordonnait de descendre du trottoir, avenue Vercingétorix, alors qu'il se rendait au pensionnat Godefroy de Bouillon.

Environ 1 200 personnes sont interpellées, près de 500 personnes sont gardées toute la journée, et 130 personnes seront finalement arrêtées pour être déportées parmi lesquelles François Amoudruz à peine âgé de 17 ans. Seuls une trentaine d'entre eux, dont Arlette Lévy-Andersen, reviendront des camps.
À la suite de l'opération, la population de Clermont-Ferrand aurait défilé devant les bâtiments de l'université en chantant la Marseillaise pour manifester sa désapprobation.
La BBC déclarera en février 1944 que Georges Mathieu a « livré à la Gestapo l'université de Strasbourg ». Mathieu sera arrêté par des résistants, jugé puis fusillé le 12 décembre 1944.

### Filmographie
- Chant de novembre, 2023 [présentation en ligne] : court-métrage réalisé pour le Concours national de la Résistance et de la Déportation par Valentine Refouvelet, Inès Quereuil, Inès Garei, Alice Rabier, Ilias Chatbi, Lucas Meliani (Lycée Jeanne-d'Arc), Etienne Picard (Lycée Blaise-Pascal). Prix départemental du Concours de la résistance et de la déportation 2023.
- Thomas Kvist Christiansen. Arlette, une histoire que nous ne devons jamais oublier. Fredericia : Kvist Film og Kommunikation, 2020